# Земельный налог
Земельный налог — налог, который уплачивают организации и физические лица, обладающие земельными участками на праве собственности, праве постоянного (бессрочного) пользования или праве пожизненного наследуемого владения.

## В России
НК РФ относит земельный налог к местным налогам. Местные налоги вводятся в действие и прекращают действовать на территориях муниципальных образований в соответствии с НК РФ и нормативными правовыми актами представительных органов муниципальных образований о налогах.
Земельный налог и налог на имущество физических лиц устанавливаются НК и нормативными правовыми актами представительных органов поселений (муниципальных районов), городских округов о налогах и обязательны к уплате на территориях соответствующих поселений (межселенных территориях), городских округов, если иное не предусмотрено пунктом 7 статьи 12 НК РФ. Земельный налог и налог на имущество физических лиц вводятся в действие и прекращают действовать на территориях поселений (межселенных территориях), городских округов в соответствии с НК и нормативными правовыми актами представительных органов поселений (муниципальных районов), городских округов о налогах.

### Налогоплательщики
Налогоплательщиками налога признаются организации и физические лица, обладающие земельными участками, признаваемыми объектом налогообложения в соответствии со статьей 389 НК, на праве собственности, праве постоянного (бессрочного) пользования или праве пожизненного наследуемого владения, если иное не установлено настоящим пунктом.

### Объект налогообложения
Налогом облагаются земельные участки, расположенные в пределах муниципального образования (городов федерального значения Москвы и Санкт-Петербурга), на территории которого введен налог.

Не признаются объектом налогообложения:
- земельные участки, входящие в состав общего имущества многоквартирного дома[1];
- земельные участки, изъятые из оборота в соответствии с законодательством Российской Федерации;
- земельные участки, ограниченные в обороте в соответствии с законодательством Российской Федерации, которые заняты особо ценными объектами культурного наследия народов Российской Федерации, объектами, включенными в Список всемирного наследия, историко-культурными заповедниками, объектами археологического наследия;
- земельные участки, ограниченные в обороте в соответствии с законодательством Российской Федерации, в пределах лесного фонда;
- земельные участки, ограниченные в обороте в соответствии с законодательством Российской Федерации, занятые находящимися в государственной собственности водными объектами в составе водного фонда, за исключением земельных участков, занятых обособленными водными объектами.

### Налоговая база
Налоговая база в отношении каждого земельного участка определяется как его кадастровая стоимость по состоянию на 1 января года, являющегося налоговым периодом.
Налоговая база определяется отдельно в отношении долей в праве общей собственности на земельный участок, в отношении которых налогоплательщиками признаются разные лица либо установлены различные налоговые ставки.
Налогоплательщики-организации определяют налоговую базу самостоятельно на основании сведений государственного кадастра недвижимости о каждом земельном участке, принадлежащем им на праве собственности или праве постоянного (бессрочного) пользования.
Налогоплательщики - физические лица, являющиеся индивидуальными предпринимателями, определяют налоговую базу самостоятельно в отношении земельных участков, используемых (предназначенных для использования) ими в предпринимательской деятельности, на основании сведений государственного кадастра недвижимости о каждом земельном участке, принадлежащем им на праве собственности, праве постоянного (бессрочного) пользования или праве пожизненного наследуемого владения.

### Налоговые ставки
Налоговые ставки устанавливаются нормативными правовыми актами представительных органов муниципальных образований (законами городов федерального значения Москвы и Санкт-Петербурга) и не могут превышать:
- 0,3 процента от кадастровой стоимости в отношении земельных участков:
  - отнесенных к землям сельскохозяйственного назначения или к землям в составе зон сельскохозяйственного использования в поселениях и используемых для сельскохозяйственного производства;
  - занятых жилищным фондом и объектами инженерной инфраструктуры жилищно-коммунального комплекса (за исключением доли в праве на земельный участок, приходящейся на объект, не относящийся к жилищному фонду и к объектам инженерной инфраструктуры жилищно-коммунального комплекса) или предоставленных для жилищного строительства;
  - предоставленных для личного подсобного хозяйства, садоводства, огородничества или животноводства;
- 1,5 процента от кадастровой стоимости в отношении прочих земельных участков.

### Налоговые льготы
НК РФ предусматривает на всей территории страны налоговые льготы в виде уменьшения налоговой базы на не облагаемую налогом сумму в размере 10 000 рублей на одного налогоплательщика на территории одного муниципального образования (городов федерального значения Москвы, Санкт-Петербурга или Севастополя) в отношении земельного участка, находящегося в собственности, постоянном (бессрочном) пользовании или пожизненном наследуемом владении для следующих категорий налогоплательщиков:
1. Героев Советского Союза, Героев Российской Федерации, полных кавалеров ордена Славы;
2. инвалидов, имеющих I группу инвалидности, а также лиц, имеющих II группу инвалидности, установленную до 1 января 2004 года;
3. инвалидов с детства;
4. ветеранов и инвалидов Великой Отечественной войны, а также ветеранов и инвалидов боевых действий;
5. физических лиц, имеющих право на получение социальной поддержки в соответствии с Законом Российской Федерации «О социальной защите граждан, подвергшихся воздействию радиации вследствие катастрофы на Чернобыльской АЭС» (в редакции Закона Российской Федерации от 18 июня 1992 года N 3061-1), в соответствии с Федеральным законом от 26 ноября 1998 года N 175-ФЗ «О социальной защите граждан Российской Федерации, подвергшихся воздействию радиации вследствие аварии в 1957 году на производственном объединении „Маяк“ и сбросов радиоактивных отходов в реку Теча» и в соответствии с Федеральным законом от 10 января 2002 года N 2-ФЗ «О социальных гарантиях гражданам, подвергшимся радиационному воздействию вследствие ядерных испытаний на Семипалатинском полигоне»;
6. физических лиц, принимавших в составе подразделений особого риска непосредственное участие в испытаниях ядерного и термоядерного оружия, ликвидации аварий ядерных установок на средствах вооружения и военных объектах;
7. физических лиц, получивших или перенесших лучевую болезнь или ставших инвалидами в результате испытаний, учений и иных работ, связанных с любыми видами ядерных установок, включая ядерное оружие и космическую технику.

Уменьшение налоговой базы на не облагаемую налогом сумму производится на основании документов, подтверждающих право на уменьшение налоговой базы, представляемых налогоплательщиком в налоговый орган по месту нахождения земельного участка. Порядок и сроки представления налогоплательщиками документов, подтверждающих право на уменьшение налоговой базы, устанавливаются нормативными правовыми актами представительных органов муниципальных образований (законами городов федерального значения Москвы и Санкт-Петербурга). При этом срок представления документов, подтверждающих право на уменьшение налоговой базы, не может быть установлен позднее 1 февраля года, следующего за истекшим налоговым периодом.
Если размер не облагаемой налогом суммы превышает размер налоговой базы, определенной в отношении земельного участка, налоговая база принимается равной нулю.
Земельный налог также устанавливается представительными органами муниципальных образований. Например, на территории г. Ярославля данный налог введён решением муниципалитета от 07.11.05 N 146 «О земельном налоге», в котором установлены дополнительные налоговые льготы, которые действуют в пределах города (в размере 100 %):
(правовая норма изменена (пп. 6 введен Федеральным законом от 04.10.2014 N 284-ФЗ))
- товариществам собственников жилья, жилищным, жилищно-строительным и иным специализированным потребительским кооперативам, созданным в целях удовлетворения потребностей граждан в жилье;
- инвалидам — в отношении земельных участков, занятых жилищным фондом, приобретённых (предоставленных) для личного подсобного хозяйства, дачного хозяйства, садоводства, огородничества, занятых гаражами для личного автотранспорта.

Льгота предоставляется в отношении одного земельного участка по каждому виду использования.
Налоговые льготы по земельному налогу в размере 70 % гражданам в отношении земельных участков, занятых индивидуальными жилыми домами, в том числе приобретённых (предоставленных) для индивидуального жилищного строительства, на которых расположены завершённые строительством индивидуальные жилые дома, права на которые зарегистрированы в Едином государственном реестре прав на недвижимое имущество и сделок с ним.